# Primož Peterka
Primož Peterka (* 28. Februar 1979 in Moravče, Jugoslawien) ist ein ehemaliger slowenischer Skispringer und heutiger Skisprungtrainer.
Peterka hatte seine erfolgreichste Zeit Mitte der 1990er-Jahre: In der Saison 1996/97 gewann er den Gesamtweltcup und die Vierschanzentournee, den Gesamtweltcup konnte er in der Saison 1997/98 verteidigen. Insgesamt gewann er 15 Weltcupspringen.

## Werdegang

### Anfangsjahre und erste Erfolge
Peterka begann im Alter von sieben Jahren mit dem Skispringen und gab sein internationales Debüt im Winter 1994/95 im Rahmen des Skisprung-Continental-Cups. In seiner ersten Saison erreichte er dabei mehrfach die Punkteränge und beendete die Saison mit 60 Punkten auf Rang 116 der Gesamtwertung. Auch in die Saison 1995/96 startete er im Continental Cup. Nach guten Leistungen dort gab Peterka im Rahmen der Vierschanzentournee 1995/96 in Innsbruck sein Debüt im Skisprung-Weltcup. Als Achter sprang der Slowene dabei auf Anhieb unter die besten zehn. Auch beim folgenden Springen in Bischofshofen fand er sich als Neunter erneut in den Top 10 wieder. Daraufhin verblieb Peterka weiterhin im A-Nationalkader und feierte in Zakopane drei Wochen später auf der Wielka Krokiew seinen ersten Weltcupsieg. Auch im zweiten Springen am Folgetag stand er als Zweiter hinter Andreas Goldberger auf dem Podium.
Bei der folgenden Junioren-Weltmeisterschaft 1996 in Asiago gewann Peterka hinter Michael Uhrmann Silber im Einzel von der Normalschanze. Gemeinsam mit Matija Stegnar, Jaka Grosar und Peter Žonta gewann er zudem hinter Deutschland und Österreich die Bronzemedaille im Teamspringen. Im März 1996 sicherte sich Peterka neben Rang drei in Lahti auch einen weiteren Weltcupsieg auf der Lugnet-Schanze in Falun. Seine erste Weltcup-Saison beendete er wenig später auf Rang zehn der Weltcup-Gesamtwertung.

### Gesamtweltcupsieger 1996 bis 1998
In die neue Saison 1996/97 startete Peterka mit einem vierten Platz in Lillehammer. In Kuusamo feierte er nur wenige Tage später einen erneuten Weltcupsieg. Auch in Harrachov war er erfolgreich. Die Vierschanzentournee 1996/97 begann Peterka mit Rang sieben auf der Schattenbergschanze in Oberstdorf. In Garmisch-Partenkirchen sprang er der Konkurrenz davon und gewann. Nachdem er in Innsbruck und Bischofshofen zwei weitere Podestplätze errang, konnte er schließlich auch die Tournee für sich entscheiden. Mit diesem Sieg im Rücken reiste er Tage später nach Engelberg in die Schweiz und siegte auch dort in beiden Springen von der Gross-Titlis-Schanze. Nach seinem ersten Sieg im Skifliegen am Kulm gehörte er bei der im März stattfindenden Nordischen Skiweltmeisterschaft 1997 in Trondheim zu den engeren Medaillenfavoriten. Im Einzel von der Normalschanze verpasste er aber den Sprung in die Weltspitze und erreichte nur einen schwachen 31. Platz. Auch mit seinen Teamkollegen konnte er nicht überzeugen und landete nur auf Rang sechs im Teamspringen von der Großschanze. Im Einzel auf der Großschanze konnte sich Peterka zwar deutlich steigern, verpasste aber als 13. auch dort einen Top-10-Platz. Obwohl er in der Folge in Lahti nur schwer zu alter Form zurückfand und als 44. ohne einen Weltcuppunkt blieb, feierte er in Falun noch einmal einen deutlichen Weltcup-Sieg. Kurze Zeit gelang ihm nach weiteren Punktgewinnen auch der Gesamtweltcupsieg. Diesen Erfolg wiederholte er in der folgenden Saison. Dabei sicherte er sich im Winter 1997/98 vier weitere Weltcupsiege.
Zur Skiflug-Weltmeisterschaft 1998 in Oberstdorf landete Peterka auf dem sechsten Platz, bevor er wenig später bei seinen ersten Olympischen Winterspielen 1998 in Nagano dreimal unter die Top 10 sprang. So belegte er in den Einzelspringen die Plätze fünf und sechs und mit der Mannschaft Platz zehn. Zuvor hatte er bei der Eröffnungsfeier mit seinen erst 18 Jahren die Flagge Sloweniens getragen.
Im Sommer 1998 startete Peterka zum vierten Mal beim Sommer-Grand-Prix. Am Ende erreichte er Rang 21 der Gesamtwertung.

### Leistungseinbruch im Winter 1998/99
Peterka startete zur Saison 1998/99 mit den Plätzen 14 und acht in Lillehammer. In der Folge jedoch verpasste er meist deutlich die Top 10 und fand sich nur noch im Mittelfeld wieder. Auch bei der Nordischen Skiweltmeisterschaft 1999 in Ramsau am Dachstein blieb er ohne Chance auf eine Medaille. Auch im Continental Cup, in dem er zeitweise Springen bestritt, blieb Peterka ohne größere Erfolge. In der Saison 1999/00 verpasste er in einigen Weltcups sogar die Punkteränge deutlich und gehörte daher auch bei einigen Weltcups nicht mal mehr zum A-Kader der Slowenen. Am Ende kam er nur auf Platz 67 der Weltcup-Gesamtwertung. Auch im Continental Cup reichte es zum Saisonende nur zu Platz 51.

### Rückkehr in die Weltspitze
Zur Saison 2000/01 konnte sich Peterka formtechnisch wieder steigern und zeigte vermehrt wieder gute Top-20-Ergebnisse. Damit konnte er sich auch für die Olympischen Winterspiele 2002 in Salt Lake City qualifizieren und sprang von der Normalschanze der Utah Olympic Park Jumps zum Auftakt auf einen sehr guten zehnten Platz. Auch von der Großschanze konnte er mit Rang 15 seine aktuelle Form unter Beweis stellen. Mit der Mannschaft beendete er das Teamspringen auf Platz drei und gewann mit der Bronzemedaille seine erste und einzige olympische Medaille. Zum Teamweltcup in Lahti gelang ihm mit der Mannschaft wenig später als Zweiter ein weiterer Podestplatz.
Bei der folgenden Skiflug-Weltmeisterschaft 2002 in Harrachov flog Peterka auf Rang 12. Die Saison 2001/02 beendete er kurz darauf auf Rang 25 der Weltcup-Gesamtwertung. Im Sommer 2002 feierte Peterka im Rahmen des Continental Cups in Velenje mit zwei zweiten Plätzen auch in dieser Serie seine ersten Podestplätze. Im Rahmen des Skisprung-Grand-Prix 2002 konnte er jedoch keine Top-Platzierungen erreichen und belegte, nachdem er nur in Courchevel und Lahti Punkte gewinnen konnte, nur Rang 46 der Gesamtwertung.

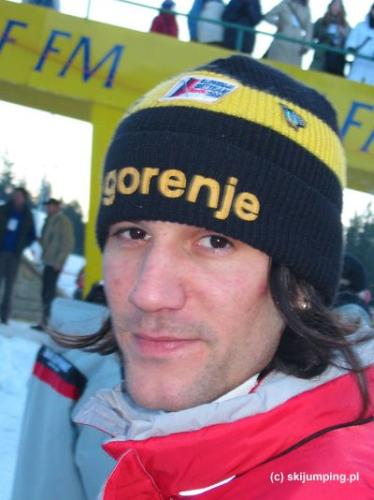
Primož Peterka 2003

Überraschend gut startete Peterka in die Saison 2002/03. So konnte er in Kuusamo seinen 13. Weltcupsieg feiern. Am Neujahrstag folgte im Rahmen der Vierschanzentournee 2002/03 in Garmisch-Partenkirchen schließlich sein 14. und letzter Sieg. Es folgten diesem Erfolg weitere Top-10-Platzierungen, darunter mehrere vierte Plätze. Nachdem Peterka bei der Nordischen Skiweltmeisterschaft 2003 im Val di Fiemme als 18. von der Normal- und 15. von der Großschanze erneut ohne Einzelmedaille blieb, beendete er die Weltcup-Saison im März als Siebenter der Gesamtwertung. Diesen Platz erreichte er auch in der Gesamtwertung des Skisprung-Grand-Prix 2003 im Sommer. Dabei feierte er in Hinterzarten beim Teamspringen als Dritter einen erneuten Podestplatz.

### Erneuter Leistungseinbruch und Karriereende
In den Folgejahren konnte Peterka nur noch vereinzelt gute Resultate bei Weltcups erzielen. Dennoch gehörte er weiterhin zum slowenischen Kader und sprang im Welt- sowie im Continental Cup. Bei der Skiflug-Weltmeisterschaft 2006 in Planica landete er im Einzelfliegen nur auf dem schwachen 31. Platz. Auch im erstmals durchgeführten Teamfliegen kam er mit der Mannschaft nicht über Platz sechs hinaus. Obwohl er in der Folge auch weiterhin ohne große Erfolge blieb, gehörte Peterka bei der Nordischen Skiweltmeisterschaft 2005 in Oberstdorf erneut zum slowenischen Aufgebot. Überraschend gewann er dort gemeinsam mit Jure Bogataj, Rok Benkovič und Jernej Damjan die Bronzemedaille im Teamspringen von der Normalschanze. Im Teamspringen von der Großschanze verpasste die Mannschaft eine weitere Medaille als Vierter nur knapp.

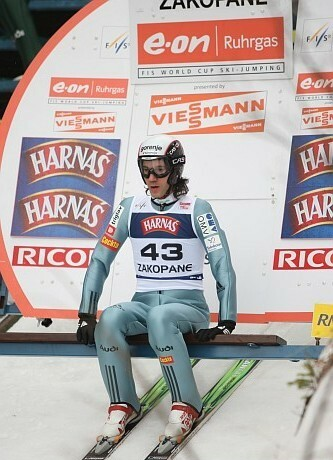
Primož Peterka 2008

In der Saison 2006/07 startete Peterka erstmals überwiegend im Continental Cup und nur noch selten im Weltcup. Zur Saison 2007/08 gelang ihm aber die Rückkehr in den A-Nationalkader, nachdem er beim Auftakt-Teamweltcup in Kuusamo mit der Mannschaft auf einen sehr guten vierten Platz springen konnte. Zu Beginn der Saison 2008/09 hatte er nochmals eine ansteigende Formkurve und kam öfter in die Punkteränge. Jedoch fand die gute Form ein schnelles Ende, so dass Peterka im Februar 2009 in Willingen seinen letzten Weltcup bestritt. Es war zudem sein vorzeitiges Saisonende.
Im Sommer 2009 kam er im Rahmen des Continental Cups nur in Kranj zum Einsatz, enttäuschte dabei jedoch auch und landete nur auf Rang 27. Bei der Slowenischen Meisterschaft 2009 in Kranj gewann er im Teamspringen gemeinsam mit Robert Kranjec, Peter Prevc und Jaka Oblak die Goldmedaille. Im Einzelspringen wurde er am Ende Zwölfter. Im Januar 2010 versuchte sich Peterka erneut in den Nationalkader zu kämpfen und startete im FIS Cup. Trotz durchwachsener Resultate in Harrachov kam er im Februar in den B-Kader und startete für einige Springen wieder im Continental Cup. Eine Rückkehr zu seiner Topform blieb ihm jedoch auch in der Folge weiter verwehrt, so dass er im Februar 2011 sein letztes internationales Springen bestritt. Im März 2011 erklärte er am Rande der Wettkämpfe im slowenischen Planica seinen Rücktritt vom aktiven Wettkampfsport. Anfang Juli 2011 gab er offiziell seinen Abschied mit Sprüngen am Rande des Continental Cups in seiner Heimat Kranj.

### Karriere als Skisprungtrainer
Bereits kurze Zeit nach der Bekanntgabe seines Rücktritts begann Peterka mit der Arbeit als Skisprungtrainer. Bereits im Mai 2011 bekam er den Job  als Co-Trainer des Damen-Nationalkaders Sloweniens zur Saison 2011/12. Im Januar 2019 wurde sein Vertrag mit dem Slowenischen Skiverband aufgelöst, da Peterka als Trainer in die Türkei wechselte. Die Zusammenarbeit zwischen ihm und dem türkischen Skiverband dauerte lediglich bis zum Ende der Saison 2019/20, in deren Anschluss Peterka seinen Vertrag nicht verlängerte.

## Erfolge

### Weltcupsiege im Einzel
| Nr. | Datum             | Ort                      | Typ           |
| --- | ----------------- | ------------------------ | ------------- |
| 1.  | 29. Januar 1996   | Zakopane                 | Großschanze   |
| 2.  | 13. März 1996     | Falun                    | Normalschanze |
| 3.  | 8. Dezember 1996  | Kuusamo                  | Großschanze   |
| 4.  | 15. Dezember 1996 | Harrachov                | Großschanze   |
| 5.  | 1. Januar 1997    | Garmisch-Partenkirchen   | Großschanze   |
| 6.  | 11. Januar 1997   | Engelberg                | Großschanze   |
| 7.  | 12. Januar 1997   | Engelberg                | Großschanze   |
| 8.  | 9. Februar 1997   | Tauplitz/Bad Mitterndorf | Flugschanze   |
| 9.  | 13. März 1997     | Falun                    | Großschanze   |
| 10. | 18. Januar 1998   | Zakopane                 | Großschanze   |
| 11. | 3. März 1998      | Lahti                    | Großschanze   |
| 12. | 11. März 1998     | Falun                    | Großschanze   |
| 13. | 15. März 1998     | Oslo                     | Großschanze   |
| 14. | 29. November 2002 | Kuusamo                  | Großschanze   |
| 15. | 1. Januar 2003    | Garmisch-Partenkirchen   | Großschanze   |

### Continental-Cup-Siege im Einzel
| Nr. | Datum            | Ort     | Typ           |
| --- | ---------------- | ------- | ------------- |
| 1.  | 11. Februar 1996 | Westby  | Normalschanze |
| 2.  | 28. Juni 1997    | Velenje | Normalschanze |
| 3.  | 27. Juni 1998    | Velenje | Normalschanze |
| 4.  | 28. Juni 1998    | Velenje | Normalschanze |
| 5.  | 26. Juni 1999    | Velenje | Normalschanze |

## Statistik

### Weltcup-Platzierungen
| Saison  | Platz | Punkte |
| ------- | ----- | ------ |
| 1995/96 | 10.   | 0670   |
| 1996/97 | 01.   | 1402   |
| 1997/98 | 01.   | 1253   |
| 1998/99 | 27.   | 0192   |
| 1999/00 | 67.   | 0013   |
| 2001/02 | 25.   | 0180   |
| 2002/03 | 07.   | 0805   |
| 2003/04 | 45.   | 0064   |
| 2004/05 | 34.   | 0104   |
| 2005/06 | 32.   | 0151   |
| 2006/07 | 81.   | 0006   |
| 2007/08 | 40.   | 0072   |
| 2008/09 | 47.   | 0040   |

### Grand-Prix-Platzierungen
| Saison | Platz | Punkte |
| ------ | ----- | ------ |
| 1995   | 62.   | 140    |
| 1996   | 30.   | 026    |
| 1997   | 19.   | 069    |
| 1998   | 21.   | 068    |
| 1999   | 40.   | 013    |
| 2002   | 46.   | 008    |
| 2003   | 07.   | 122    |
| 2004   | 25.   | 058    |
| 2005   | 41.   | 030    |
| 2006   | 57.   | 020    |
| 2008   | 70.   | 009    |

### Schanzenrekorde
| Schanze                     | Ort                    | Land        | Weite   | aufgestellt am  | Rekord bis        |
| --------------------------- | ---------------------- | ----------- | ------- | --------------- | ----------------- |
| Wielka Krokiew (K116)       | Zakopane               | Polen       | 130,0 m | 27. Januar 1996 | 19. Januar 2002   |
| Lugnet-Schanzen (K90)       | Falun                  | Schweden    | 105,0 m | 13. März 1996   | aktuell           |
| Bloudkova velikanka (K120)  | Planica                | Slowenien   | 140 m   | 24. März 1996   | Ungültig          |
| Bloudkova velikanka (K120)  | Planica                | Slowenien   | 142 m   | 24. März 1996   | 24. März 1996     |
| Bloudkova velikanka (K120)  | Planica                | Slowenien   | 142 m   | 24. März 1996   | 22. März 1998     |
| Große Olympiaschanze (K115) | Garmisch-Partenkirchen | Deutschland | 117,5 m | 1. Januar 1997  | 1. Januar 1997    |
| Große Olympiaschanze (K115) | Garmisch-Partenkirchen | Deutschland | 118,0 m | 1. Januar 1997  | 31. Dezember 1997 |
| Salpausselkä-Schanze (K114) | Lahti                  | Finnland    | 129,0 m | 7. März 1998    | 17. Februar 2001  |
| Lugnet-Schanzen (K115)      | Falun                  | Schweden    | 128,0 m | 11. März 1998   | 13. März 2002     |
| Bergiselschanze (K120)      | Innsbruck              | Österreich  | 125,0 m | 3. Januar 2002  | 3. Januar 2002    |

## Auszeichnungen
Für seine Erfolge wurde Peterka 1997 und 1998 als Slowenischer Sportler des Jahres ausgezeichnet.

## Privates
Peterka ist seit dem 10. Mai 2003 mit Renata Bohinc, der Miss Slowenien von 1996, verheiratet und hat drei Kinder. Er lebt mit seiner Familie seit 2000 in Kranj. Über Peterka wurden im Verlauf seiner Karriere zwei Sportdokumentarfilme gedreht. Bereits 1997 drehte der Regisseur Beno Hvala den Film Vleci, Primož (deutsch Flieg, Primož), welcher sein Leben und seine frühen Jahre beschrieb. 2002 drehte der Regisseur Vlado Škafar den Film Peterka: leto odločitve (deutsch Peterka: Jahr der Entscheidung), in welchem vor allem sein damaliger Leistungseinbruch und der Weg zurück in die Weltspitze thematisiert wird. Kurz nach seinem Karriereende 2011 veröffentlichte der Dokumentarfilmer Tomaža Kovšce eine Dokumentation unter dem Titel Skoki so moje življenje (deutsch Skispringen ist mein Leben).